# Palác Çırağan
Palác Çırağan (turecky: Çırağan Sarayı) byl osmanský palác, nyní je pětihvězdičkovým hotelem sítě hotelů Kempinski. Nachází se na evropském pobřeží Bosporu, mezi Beşiktaş a Ortaköy v Istanbulu.
Sultánské apartmá, které stojí 35 419 amerických dolarů za noc, je čtrnáctým nejdražším hotelovým pokojem z patnácti světově nejdražších pokojů.

## Historie
Palác byl vybudován sultánem Abdulazizem; navržen byl arménským palácovým architektem Nigoğayosem Balyanem a zkonstruován jeho syny Sarkisem a Hagopem v letech 1863 - 1867. Bylo to v období, kdy bylo zvykem, aby si každý sultán vybudoval svůj palác, místo aby používali domov svých předků. Palác Çırağan byl posledním takovým palácem. Stěny a střecha byly vyrobeny ze dřeva, venkovní zdi z barevného mramoru. Překrásný mramorový most spojuje tento palác s palácem Yıldız, který se nachází na kopci za ním. Velmi vysoká zeď chrání palác před venkovním světem.
Konstrukce a interiérové dekorace se dolaďovali až do roku 1872. Sultán Abdulaziz zde dlouho nežil - zemřel v něm v roce 1876, chvíli poté, co byl sesazen z trůnu. Jeho nástupce Murad V. se poté do paláce nastěhoval, ale vládl pouze 93 dní. Byl sesazen svým bratrem Abdulhamidem II. kvůli jeho mentálnímu zdraví a v paláci Çırağan pak žil až do své smrti v roce 1904 uvězněn.
Sultán Mehmed V. zde konal od roku 1910 politická setkání. Dva měsíce po tom, co se odehrálo první setkání zničil palác velký požár, po kterém zbyly jen ty nejsilnější zdi.
In 1989, the ruined palace was bought by a Japanese corporation, which restored the palace and added a modern hotel complex next to it in its garden. Today, it serves as luxury suites for the five-star Kempinski hotel along with two restaurants that cater to guests.
V roce 1989 byly zbytky paláce odkoupeny japonskou společností, která opravovala paláce a předělávala je na moderní hotelové komplexy. Dnes tento palác tedy slouží jako luxusní hotel s restaurací.

## Narození v paláci

### Princové
- 21. září 1874 – Şehzade Mehmed Seyfeddin († 19. října 1927)

### Princezny
- 19. června 1879 – Fatma Sultan, dcera sultána Murada V. († 23. listopadu 1930)
- 24. srpna 1880 – Aliye Sultan, dcera sultána Murada V. († 19. září 1903)
- 20. září 1881 – Behiye Sultan, vnučka sultána Murada V. († 5. března 1948)